# Tripos muelleri
Tripos muelleri is een dinoflagellaat uit de familie Ceratiaceae. De wetenschappelijke naam van de soort werd in 1823 gepubliceerd door Bory de St.-Vincent.